# Peter Erasmus Lange-Müller

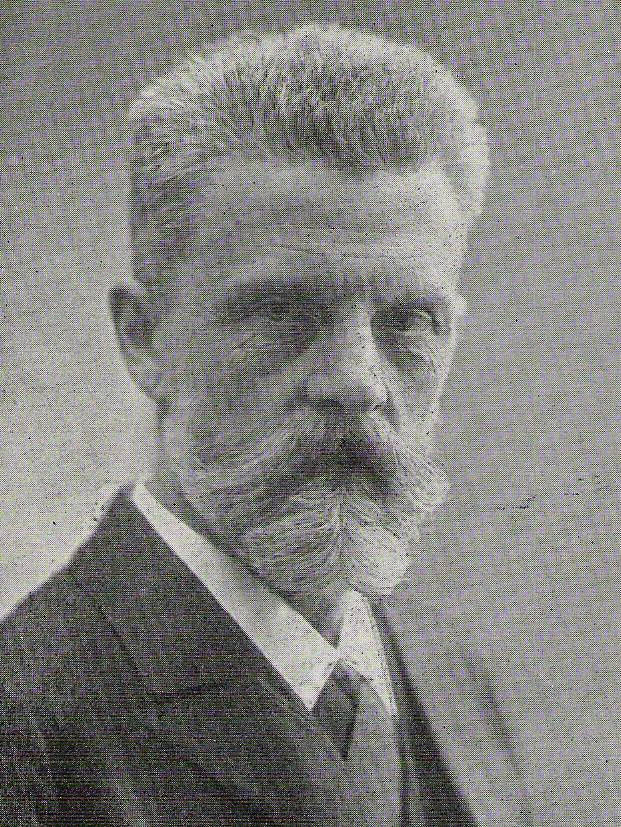
Foto von Peter Erasmus Lange-Müller

Peter Erasmus Lange-Müller (* 1. Dezember 1850 in Frederiksberg; † 26. Februar 1926 in Kopenhagen) war ein Komponist der dänischen Spätromantik.

## Leben
Lange-Müller war Sohn eines Richters am dänischen obersten Gericht. 1871 begann er ein Musikstudium am Konservatorium Kopenhagen, auf Wunsch des Vaters studierte er auch vorübergehend Politikwissenschaft. Bald aber wandte er sich wieder der Musik zu und widmete sich – gesundheitlich angeschlagen – hauptsächlich der Komposition, ohne eine musikalische Stellung zu bekleiden. Zeitweilig dirigierte er die von ihm mitbegründete Kopenhagener Konzertgesellschaft. 1892 heiratete er Ruth Block; in der Ehe wurden 3 Kinder geboren.

## Werke
Als Komponist wurde Lange-Müller durch seine zunächst für Klavier 4-händig entstandene Suite In der Alhambra op. 3 (1876) bekannt, die zu einem der meistgespielten dänischen Orchesterwerke dieser Zeit wurde. In der Folge trat er hauptsächlich als Komponist von etwa 250 Liedern und Balladen auf dänische, norwegische, russische und französische Texte hervor. Außerdem schrieb er Bühnenmusiken (darunter eine seinerzeit vielgespielte Musik zu Es war einmal (Der var engang) von Holger Drachmann von 1887, op. 25), aus dem auch die zum Mittsommerfest gesungene Midsommervisen stammt, sowie 4 Opern. Unter seinen Werken finden sich außerdem 2 Sinfonien (Nr. 1 d-moll op. 17 von 1879, Nr. 2 d-moll op. 33 von 1889, revidiert 1915), ein Violinkonzert und Klavierstücke. Die Mehrzahl seines 77 Opuszahlen umfassenden Œuvres entstand bis 1900; danach komponierte Lange-Müller kaum noch.
Opern:
- Tove (1878)
- Spanske Studenter (1883)
- Fru Jeanna (1891)
- Vikingeblod (Kopenhagen 1900)